# Datisca cannabina
Datisca cannabina är en tvåhjärtbladig växtart som beskrevs av Carl von Linné. Datisca cannabina ingår i släktet Datisca, och familjen Datiscaceae. Inga underarter finns listade i Catalogue of Life.

## Bildgalleri

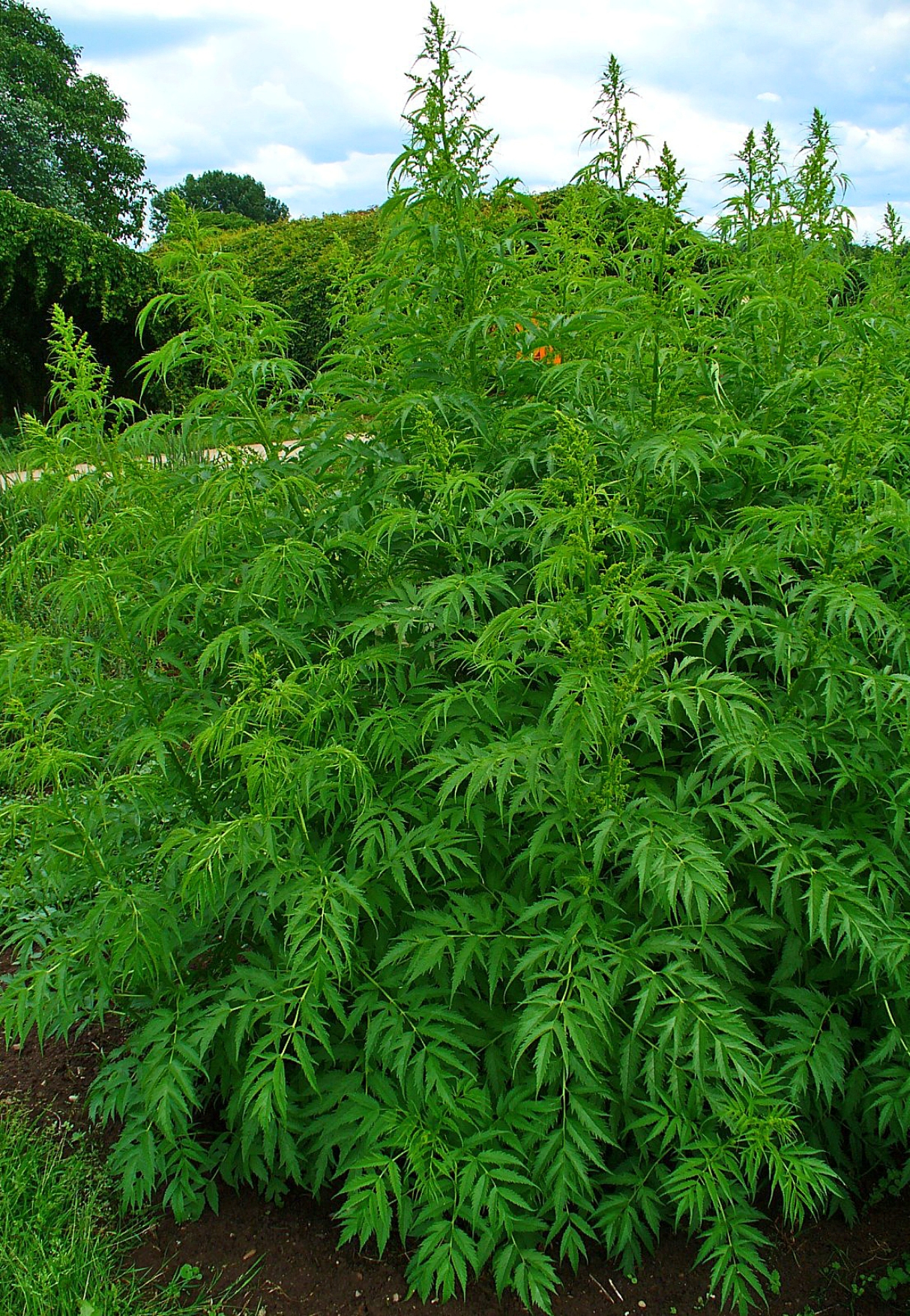
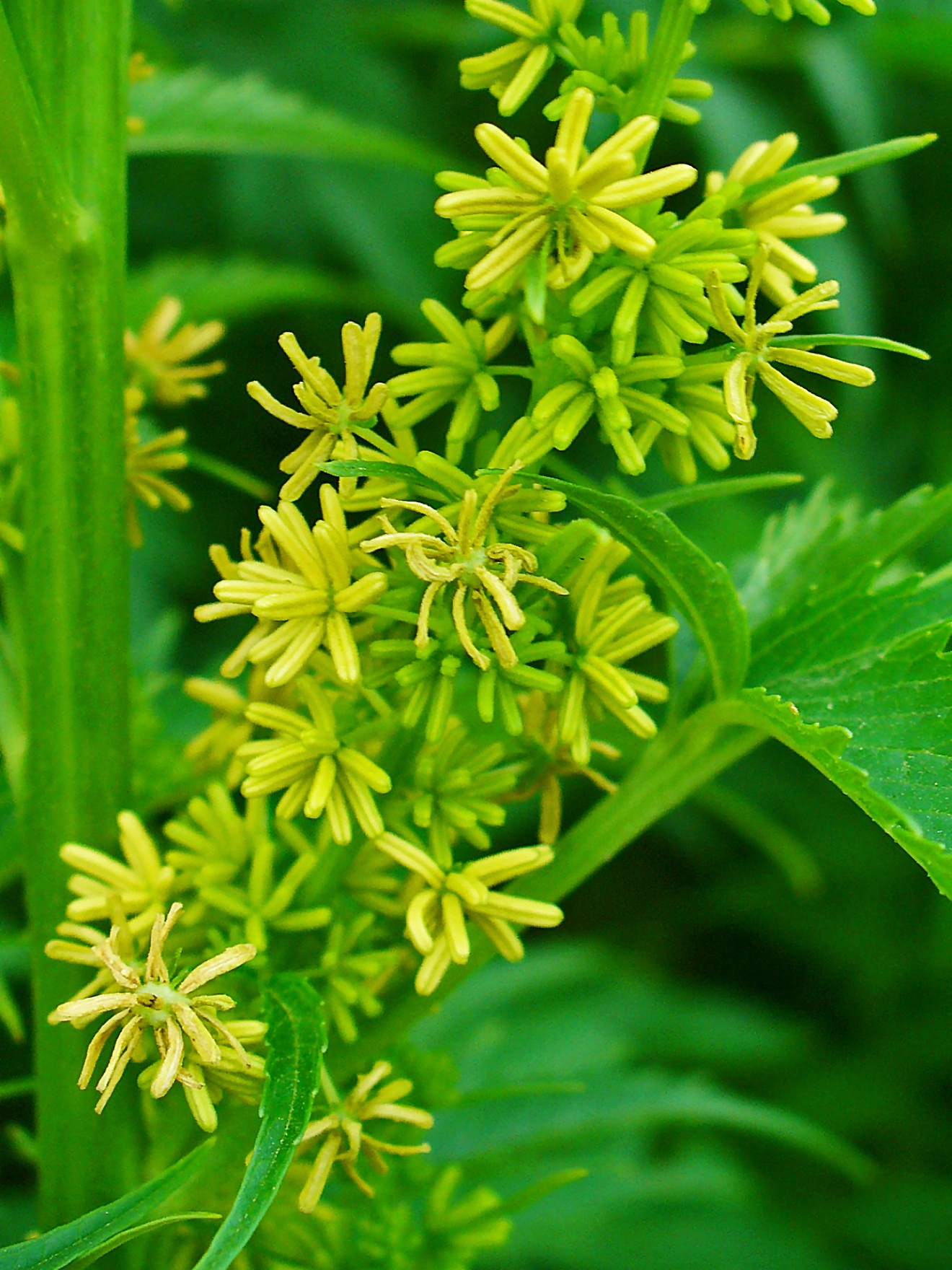
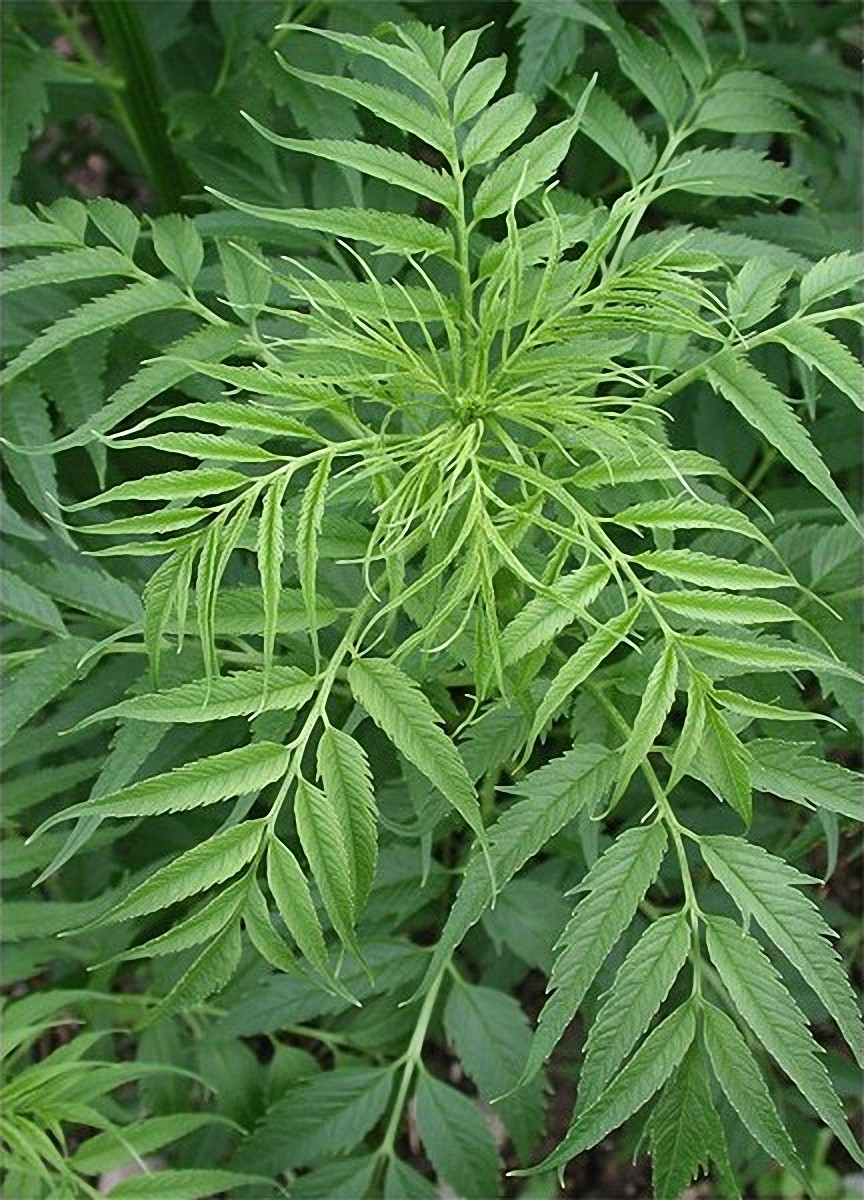
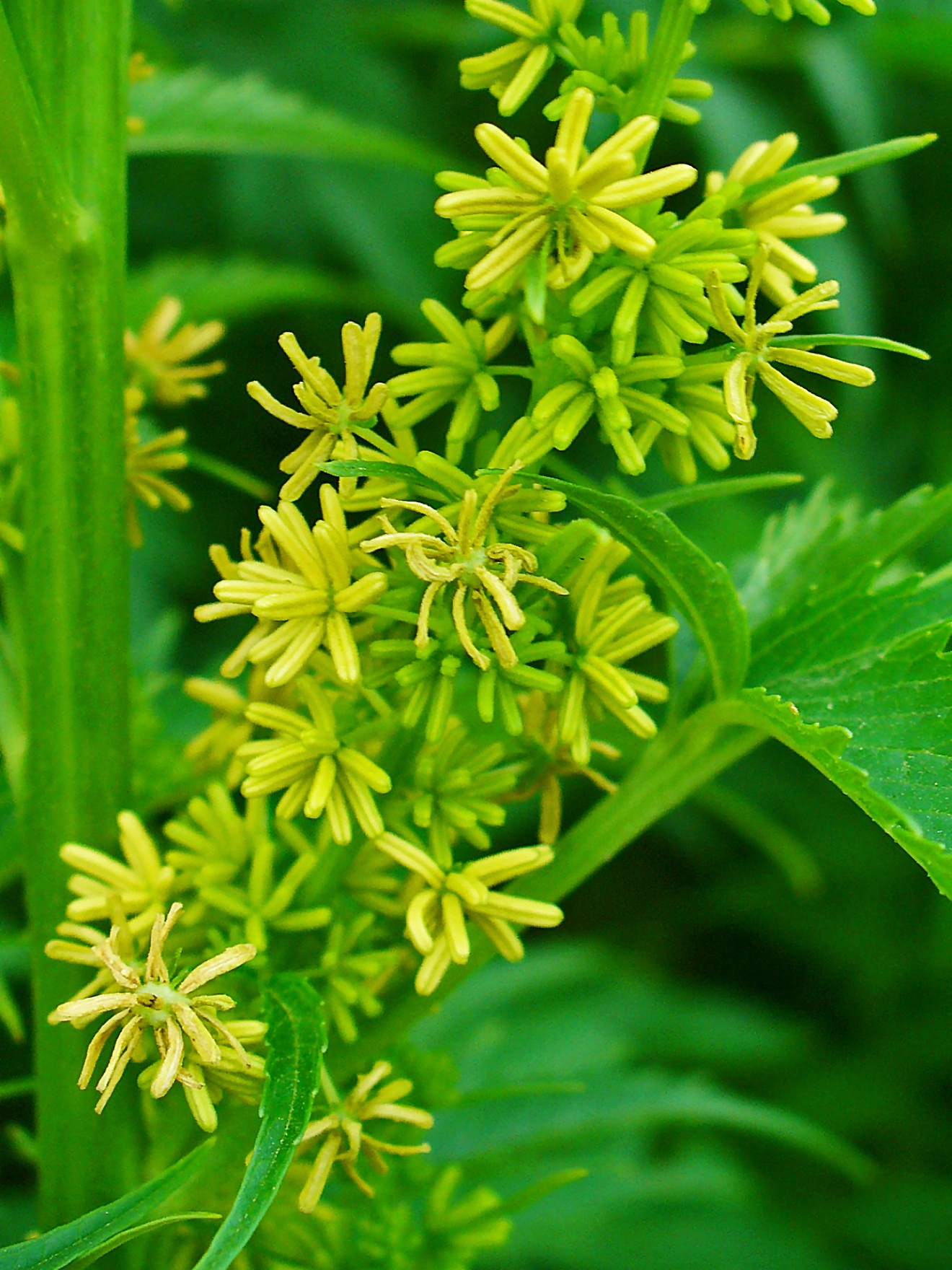